# Oligomyrmex khamiensis
Oligomyrmex khamiensis är en myrart som beskrevs av Arnold 1952. Oligomyrmex khamiensis ingår i släktet Oligomyrmex och familjen myror. Inga underarter finns listade i Catalogue of Life.